# 斯特吉斯 (密西西比州)
斯特吉斯（英語：Sturgis）是位於美國密西西比州奧克蒂比哈縣的城鎮。

## 人口
根據2020年美國人口普查的數據，斯特吉斯的面積為3.34平方千米，皆為陸地。當地共有人口207人，而人口密度為每平方千米62人。